# Caiophora tenuis
Caiophora tenuis är en brännreveväxtart som beskrevs av Ellsworth Paine Killip. Caiophora tenuis ingår i släktet Caiophora och familjen brännreveväxter. Inga underarter finns listade i Catalogue of Life.